# Cecilia Metella Balearica minore
Cecilia Metella Balearica minore (in latino Caecilia Metella Balearica minor; ... – 89 a.C.) è stata una nobildonna romana, seconda figlia di Quinto Cecilio Metello Balearico, console nel 123 a.C.
Sua sorella maggiore, Cecilia Metella Balearica maggiore, era una vergine vestale.
Balearica venne forse data in sposa ad Appio Claudio Pulcro, un politico appartenente ad un'antica famiglia patrizia in decadenza. Balearica fu una delle più stimate matrone romane, poiché sia lei che il marito appartenevano a famiglie di alta levatura sociale.
Reputata dai più virtuosa e modesta, ebbe un comportamento esemplare come madre di due figli, Appio e Gaio; ebbe almeno cinque figlie, una delle quali, passò alla storia come Clodia. 
Quando era incinta del sesto figlio, Balearica sognò Giunone lamentarsi delle condizioni in cui versava il suo tempio. Così come ogni romano prese molto sul serio il sogno, tant'è che si prodigò lei stessa di pulire il tempio, con l'aiuto del censore Lucio Giulio Cesare.
Balearica morì nell'89 a.C. durante il parto del figlio, forse Publio Clodio Pulcro.